# 김희철 (축구인)
김희철(1960년 9월 3일 ~ )은 대한민국의 전직 축구 선수이다. 현역 시절 포지션은 공격수였다.

## 선수 경력
1983년 포항제철 돌핀스에 입단했다. 1983년 7월 3일 할렐루야 독수리와의 경기에서 K리그 데뷔골을 기록했다. 1983년 8월 25일 유공 코끼리와의 경기에서 K리그 사상 첫번째 해트트릭을 기록했다.
1985시즌을 앞두고 상무 축구단에 입대했다.

## 은퇴 이후
1987년 국군체육부대 제대 이후 임용고시를 합격했다. 그 후 충북지역에서 체육교사로 근무를 했다.
2021년 충북 보은군에 위치한 보은중학교 교장으로 부임하였고
2023년 2월 28일자로 정년퇴임하였다